# Daila Dameno
Daila Dameno (née le 18 juin 1968 à Milan) est une archère paralympique, skieuse para-alpine et nageuse paralympique italienne. Elle représente l'Italie en natation handisport aux Jeux paralympiques d'été de 2004 à Athènes et en ski alpin handisport aux Jeux paralympiques d'hiver de 2006 à Turin et de 2010 à Vancouver. Elle revient aux Jeux paralympiques d'été de 2024 à Paris en tir à l'arc handisport.

## Biographie
Daila Dameno est devenue tétraplégique : à 31 ans, elle sort fumer une cigarette et tombe d'un balcon au troisième étage de sa maison, elle subit une blessure au dos qui lui paralyse les jambes et une partie de son bras gauche,.
Diplômée en community manager et graphisme publicitaire, elle vit à Gambolò, dans la province de Pavie.

## Carrière sportive

### Natation handisport
Faisant peu de sport avant son accident, elle se met à nager à un haut niveau à partir de juin 2003.
Aux championnats d'Italie de 2004, elle remporte 3 médailles d'or au 200 m quatre nages, au 50 m papillon et au 100 m libre.
Dameno représente l'Italie aux compétitions paralympiques de natation aux Jeux paralympiques d'été de 2004, terminant 8e au 200 m nage libre S5, 7e au 50 m nage libre S5 et au 50 m papillon S5.

### Ski alpin handisport
Dameno participe à des compétitions de ski alpin handisport aux Jeux paralympiques d'hiver de 2006. Elle réalise un temps de 1:49.53 dans la course de slalom LW10-2, remportant la médaille d'argent. Elle est troisième dans la course de slalom géant LW10-2, avec un résultat de 2:08.08. Elle est aussi sixième du super G.
En 2010, elle obtient des résultats catastrophiques : disqualifiée dans les épreuves du combiné et du slalom et 7e et avant-dernière du super G.

### Tir à l'arc handisport
En 2022, Dameno commence à tirer avec l'arc à poulies, obtenant des résultats exceptionnels en peu de temps. Elle fait ses débuts au Championnat d'Italie à Lanciano en 2022, arrivant à la 2e place à la fois dans les qualifications et dans l'affrontement avec Asia Pellizzari dans la catégorie W1. À Faeza, aux Championnats d'Italie en salle, elle est deuxième de la qualification et finalement championne d'Italie. En juillet 2023, appelée en équipe nationale, elle remporte la médaille d'argent aux Championnats du monde 2023 à Plzeň en couple avec Pellizzari, battue par la paire chinoise qui établit le nouveau record du monde dans la catégorie Double W1. En 2024, au championnat d'Italie de tir en salle, elle est première de la qualification, mais perd en finale contre Pellizzari.
Elle remporte le tournoi Dubar et se qualifie pour les Jeux paralympiques d'été de 2024 à Paris dans les épreuves individuelle et par équipe mixte.